# Andrés Klipphan
Andrés Klipphan (Ramos Mejía, 11 de abril de 1961) es un periodista argentino, actualmente trabaja en Canal 26 e Infobae.

## Biografía
Es descendiente de alemanes del Volga. A los 30 años abandonó sus empleos de docente y técnico químico en hospitales públicos para estudiar periodismo. 

### Trayectoria
En su nuevo oficio, trabajó cinco años en el diario Página/12, donde integró un equipo de investigaciones que reveló casos sonados, como la denominada "mala leche" del funcionario menemista Miguel Ángel Vicco y la corrupción en el PAMI durante la gestión de Matilde Menéndez.
Por su cobertura del asesinato del fotógrafo José Luis Cabezas recibió una distinción de la Asociación de Reporteros Gráficos. Fue entonces cuando se aproximó por primera vez al ámbito de la Policía Bonaerense, que profundizó cuando Miguel Bonasso lo convocó a participar en el grupo de investigación que colaboró con su libro Don Alfredo, biografía no autorizada del empresario Alfredo Yabrán.
Desde 1998 trabajó en la revista Veintitrés, donde se especializó en investigaciones como, entre otras, la que reveló que el comisario Alberto Sobrado, entonces jefe de la Bonaerense, había girado dinero a paraísos fiscales.

### Televisión
Se destacó en Día D, Día D 2000 aburrido y Detrás de las Noticias, los ciclos de Jorge Lanata que recibieron varias veces el Martín Fierro al Mejor Programa Periodístico.
Desde 2016 conduce La Nota del Día, junto a Verónica Ressia y Emiliano Giménez por Canal 26.

## Obras
- Asuntos Internos. Las mafias policiales contadas desde adentro. Aguilar, 2004.

- Con Daniel Enz: Tierras S.A. Crónica de un país rematado. Aguilar, 2006.[1][2]

- Remedios que Matan. La mafia de los medicamentos. Aguilar, 2010.